# Латорре, Антонио
Антонио Латорре Груэсо (исп. Antonio Latorre Grueso; род. 21 ноября 1997, Ла-Побла-де-Вальбона, Испания), более известный как Тони Лато или просто Лато (исп. Toni Lato; Lato) — испанский футболист, крайний защитник клуба «Мальорка».

## Клубная карьера
Латорре — воспитанник клуба «Валенсия». С 2014 года Антонио начал выступать за дубль «летучих мышей» — «Месталью». 25 февраля 2016 года в поединке Лиги Европы против венского «Рапида» Тони дебютировал за основной состав, заменив Хосе Луиса Гайя. 9 января 2017 года в матче против «Осасуны» он впервые вышел на поле в Ла Лиге, заменив во втором тайме Гильерме Сикейру.